# Bathypectinura
Bathypectinura är ett släkte av ormstjärnor. Bathypectinura ingår i familjen Ophiodermatidae.
Kladogram enligt Catalogue of Life:
| Bathypectinura | \| \| Bathypectinura heros \| \| \| \| \| \| Bathypectinura lacertosa \| \| \| \| |
|                | \| \| Bathypectinura heros \| \| \| \| \| \| Bathypectinura lacertosa \| \| \| \| |
|                | Cryptopelta                                                                       |
|                |                                                                                   |
|                | Diopederma                                                                        |
|                |                                                                                   |
|                | Ophiarachna                                                                       |
|                |                                                                                   |
|                | Ophiarachnella                                                                    |
|                |                                                                                   |
|                | Ophiochaeta                                                                       |
|                |                                                                                   |
|                | Ophiochasma                                                                       |
|                |                                                                                   |
|                | Ophioclastus                                                                      |
|                |                                                                                   |
|                | Ophioconis                                                                        |
|                |                                                                                   |
|                | Ophiocormus                                                                       |
|                |                                                                                   |
|                | Ophiocryptus                                                                      |
|                |                                                                                   |
|                | Ophioderma                                                                        |
|                |                                                                                   |
|                | Ophiodyscrita                                                                     |
|                |                                                                                   |
|                | Ophioncus                                                                         |
|                |                                                                                   |
|                | Ophiopaepale                                                                      |
|                |                                                                                   |
|                | Ophiopeza                                                                         |
|                |                                                                                   |
|                | Ophiopezella                                                                      |
|                |                                                                                   |
|                | Ophiopsammus                                                                      |
|                |                                                                                   |
|                | Ophiostegastus                                                                    |
|                |                                                                                   |
|                | Ophiurochaeta                                                                     |
|                |                                                                                   |
|                | Pectinura                                                                         |
|                |                                                                                   |
|                | Bathypectinura heros                                                              |
|                |                                                                                   |
|                | Bathypectinura lacertosa                                                          |
|                |                                                                                   |

|  | Bathypectinura heros     |
|  |                          |
|  | Bathypectinura lacertosa |
|  |                          |